# Cresus

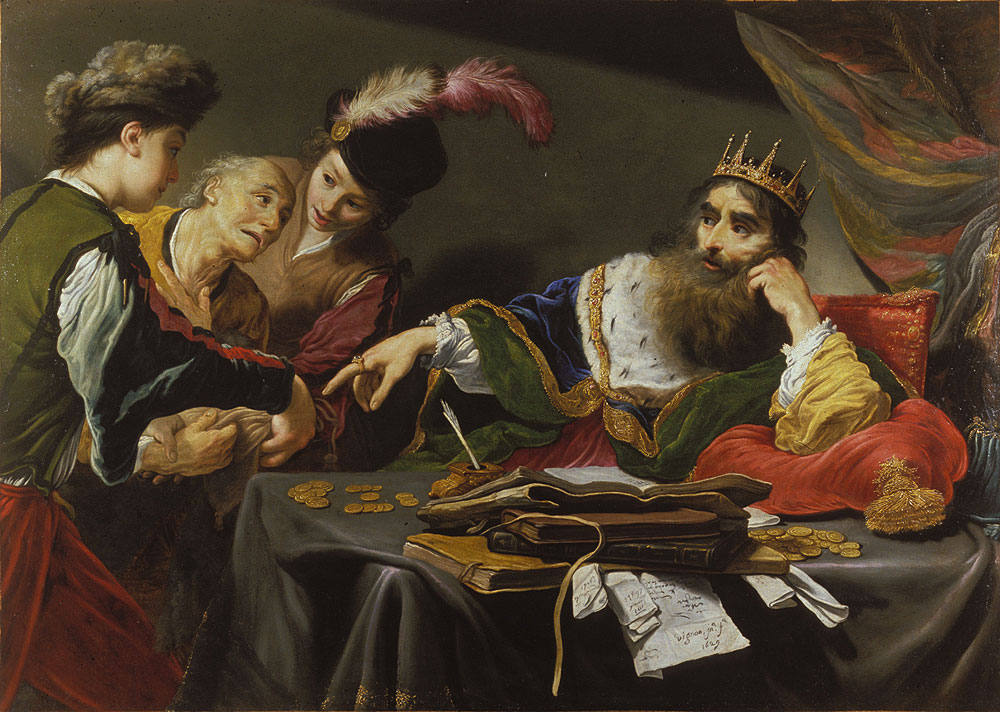
„Cresus primeşte tribut de la un ţăran”, de Claude Vignon (1629)

Cresus (în greacă Κροίσος Kroísos, latină Croesus; n. cca. 595 î.Hr. — d. 546 î.Hr.) a fost ultimul rege al Lidiei.

## Viața
Regele Cresus, parte din dinastia Mermnazilor (greacă Μερμνάδαι), reușește să-și extindă regatul pe o mare parte din Asia Mică. Norocul și bogăția lui Cresus au devenit legendare. 
Crezând în spusele unei legende din antichitate: „Dacă treci râul Halys (azi Kızılırmak) vei distruge o mare împărăție”, Cresus atacă Imperiul Persan, tentativă soldată cu înfrângerea sa de către de oștile lui Cyrus al II-lea cel Mare; după izvoarele istorice, mirosul de cămile ar fi iritat caii cavaleriei lidiene mai bine înzestrate.
Astfel, Cresus se retrage în capitala regatului său, Sardes, care ulterior va fi asediată și cucerită de perși.
Informațiile care fac referire la moartea sa sunt contradictorii: de pildă, istoricul grec Herodot scrie că ar fi fost cruțat de Cyrus cel Mare, pe când manuscriptele din Efes relatează executarea regelui.
Bogăția faimoasă a lui Cresus ar fi provenit din bogățiile naturale din Asia Mică, printre care se numără aurul obținut din râul Paktos și tributul plătit de orașele ionice grecești (Smirna, Halicarnas, Efes, Milet și insulele Chios și Samos).
O altă sursă importantă de îmbogățire ar fi fost descoperirea lidiană de batere de monezi, probabil în timpul domniei lui Alyattes (reg. 605–561 î.Hr.), tatăl lui Cresus. Pe lângă avuții, faima lui Cresus a crescut datorită dărniciei sale, așa cum au fost darurile făcute templelor din Delphi, Efes și Didima.